# Chuck Stevenson
Chuck Stevenson, född den 15 oktober 1919 i Sidney, Montana, USA, död den 21 augusti 1995 i Benson, Arizona, USA, var en amerikansk racerförare.

## Racingkarriär
Stevenson tävlade i det amerikanska nationella mästerskapet med titeln 1952 som sin allra största framgång. Det var en säsong där Stevenson fick jobba hårt för att ta ikapp det försprång Troy Ruttman fått genom sin seger i Indianapolis 500 tidigare samma år. Stevenson vann sammanlagt fyra mästerskapsrace på 53 starter, och var aldrig i närheten av att vinna mästerskapstiteln igen, utan blev en mittfältsförare efter den stora framgången. Hans bästa resultat i Indy 500 kom genom en sjätteplats 1961, men Indianapolis var aldrig hans bästa bana, och mästerskapsframgången 1952 kom igenom bra resultat på dirt tracks. Stevenson vann även en deltävling i Nascar Grand National Series 1956 på den konventionella racerbanan Willow Springs Raceway.